# 扬·恰劳恩
扬·恰劳恩（捷克語：Jan Čaloun，1972年12月20日—），生于拉贝河畔乌斯季，捷克男子冰球运动员。他曾代表捷克国家队参加1998年冬季奥林匹克运动会冰球比赛，获得一枚金牌。